# Monti Bush
I Monti Bush sono un gruppo di montagne frastagliate situate alla testa del Ghiacciaio Ramsey e del Ghiacciaio Kosco. Si estendono dal Mount Weir a ovest fino alle Anderson Heights dove si affacciano sul Ghiacciaio Shackleton a est. Fanno parte dei Monti della Regina Maud in Antartide.
Furono fotografati da lontano dalla Spedizione Antartica Byrd (Byrd AE) durante alcuni voli verso i Monti della Regina Maud, nel novembre 1929. Furono successivamente meglio definiti in base a una serie di foto aeree scattate dall'Programma Antartico degli Stati Uniti d'America (1939–41), dalla US Navy Operazione Highjump (1946–47) e dalla USN Operazione Deep Freeze (1956–63).
La denominazione venne assegnata dall'Comitato consultivo dei nomi antartici (US-ACAN), su raccomandazione dell'ammiraglio Richard Evelyn Byrd, in onore del finanziere americano James I. Bush, che aveva sovvenzionato la spedizione Byrd del 1928-30.

## Elevazioni
Le principali elevazioni includono:
- Anderson Heights
- Ghiacciaio Kosco
- Ghiacciaio Mincey
- Ghiacciaio Ramsey
- McIntyre Promontory
- Monte Boyd
- Monte Cromie